# Cratere Murgoo
Murgoo  è un cratere sulla superficie di Marte.